# Le Mama
Le Mama är en låt på albanska och engelska framförd av sångerskan Nora Istrefi tillsammans med Gena. Låten släpptes på Youtube den 22 juni 2013 och blev snabbt populär. Låtens text samt musik är komponerad av Big Bang Beats tillsammans med Cekic. Låtens verser framförs på albanska medan refrängerna är på engelska.
Vissa inslag i låten har anklagats för att vara ett plagiat på låten "Assou Mama".